# Nicole Werner
Nicole Werner (* 16. August 1972) ist eine ehemalige deutsche Fußballspielerin und -trainerin. 

## Karriere
Nicole Werner begann im Alter von elf Jahren beim VfB Rheine mit dem Fußballspielen. Über viele Jahre war sie Stammspielerin des FFC Heike Rheine und bestritt in vier Saisons 79 Punktspiele in der Bundesliga, in denen sie sechs Tore erzielte. Ihr Debüt gab sie am 15. Oktober 2000 (1. Spieltag) beim 1:1-Unentschieden im Heimspiel gegen den FFC Flaesheim-Hillen, ihr erstes Bundesligator erzielte sie am 3. Dezember 2000 (7. Spieltag) bei der 2:5-Niederlage im Heimspiel gegen den WSV Wendschott mit dem Treffer zum 2:4 per Strafstoß in der 62. Minute. Des Weiteren kam sie sowohl im Finale um den Vereinspokal als auch im Finale um den Supercup 1997 zum Einsatz. Trotz zweier Kreuzbandrisse kämpfte sie sich schnell wieder in die Mannschaft zurück. Im Jahre 2000 wurde sie Spielertrainerin. 2003 führte sie die Mannschaft zum DFB-Hallenpokalsieg, ein Jahr später belegte die Mannschaft in der Bundesliga sensationell den dritten Platz. Ihre aktive Karriere beendete sie im Jahre 2005 und wurde Trainerin der Mannschaft. Dieses Amt bekleidete sie bis zum Ende der Saison 2006/07, die mit dem Abstieg des Vereins in die 2. Bundesliga Nord endete.
Nicole Werner bestritt für die U-18-Nationalmannschaft acht Länderspiele.
Von 2000 bis 2007 trainierte sie den Bundesligisten FFC Heike Rheine, bis 2005 als Spielertrainerin.

## Erfolge
- DFB-Supercup-Finalist 1997
- DFB-Pokal-Finalist 1997